# カミ (カースト)
カミ（英：Kami ネパール語:कामी）は、ネパールの不可触民 （en:Dalit）に属するカースト集団 の一つである。インド･アーリア (en:Indo-Aryans) 系の民族集団パルバテ・ヒンドゥーに属す。母語はネパール語。
カミは本来、鍛冶職人であり、ネパールの丘陵地帯全体に散在している。グルカ兵が使うことで有名な「ククリ」というナイフはこの人たちが造っている。2001年のネパール国勢調査では、全国に895,954人（全国民の3.9%）のカミがおり、そのうち96.69%がヒンドゥー教徒で、2.21%が仏教徒であった。 